# 枯野瑛
枯野瑛（日语：枯野 瑛，かれの あきら），日本小說家、遊戲編劇。A-TEAM所屬。代表作是《末日時在做什麼？有沒有空？可以來拯救嗎？》。

## 人物簡介
2002年，負責電腦遊戲《Wind -a breath of heart-》的小說版執筆而出道。2004年的是其第一部原創小說，之後大多為電腦遊戲和電視動畫的小說化作品執筆。
興趣：遊戲。尤其喜歡的是資源管理性的遊戲。至於其寫作風格，本人稱在疫情前在家庭餐館有一套寫作系統，但在疫情期間在家自己有一套寫作系統。

## 作品一覽

### 小說
※部分作品日文直譯。
- Wind -a breath of heart-（插圖：結城辰也，富士見Fantasia文庫〈富士見書房〉）[2]
- 魔法使的條件系列（插圖：、監修：山田典枝，富士見Mystery文庫〈富士見書房〉）[3]
  1. 夏天、天空與少女的想法
  2. 寒冬靜寂的夢
  3. 染上夢色的秋天之下
- 學園天國 人魂狂想曲（Fami通文庫〈enterbrain〉）[4]
- （插圖：GOW，富士見Fantasia文庫〈富士見書房〉）[5]
- echo 夜晚、羊群在跳舞（插圖：謎古，Fami通文庫〈enterbrain〉）[6]
- 銀月之書（日语：銀月のソルトレージュ）（插圖：得能正太郎，富士見Fantasia文庫〈富士見書房〉）[7]
  1. 單眼的謊言
  2. 金狼的住處
  3. 琥珀的畫廊
  4. 扉宿
  5. 像針一樣細長的銀色月亮
- （插圖：飯塚武史，Fami通文庫〈enterbrain〉）[8]
- 末日時在做什麼？有沒有空？可以來拯救嗎？（插圖：ue，角川Sneaker文庫，全6冊）台灣角川[9]
  - 末日時在做什麼？能不能再見一面？（角川Sneaker文庫，全11冊）
- 砂上的微小幸福（插图：みすみ，角川Sneaker文库，1册）酷威文化（出品） 春风文艺出版社（出版）

### 未单行本化
- （《成為妖精使者的方法 妖精傳承 同人小說選集》所收，Fami通文庫〈enterbrain〉）[10]
- 路地裏的落陽（插圖：無私天使，Fami通文庫《月姬 同人小說選集1》所收，Fami通文庫〈enterbrain〉）[11][12]

### 電視動畫劇本
- 末日時在做什麼？有沒有空？可以來拯救嗎？（兼任動畫版劇本統籌與各話劇本，動畫製作：SATELIGHT、C2C）[13][14]

### 遊戲劇本
- 火見之夏（日语：ロケットの夏）（Terralunar）
- 甦醒神光（Flight Plan）
- 召喚夜響曲系列
  - 召喚夜響曲3（PSP）編劇協力（Bandai Namco Games）
  - 召喚夜響曲4（PSP）編劇協力（Bandai Namco Games）
  - 召喚夜響曲5（PSP）編劇（Bandai Namco Games）

## 外部連結
- akira.html （页面存档备份，存于） （日語）－枯野瑛的官方個人網誌。
- 枯野瑛的X（前Twitter） （日語）